# Вилма Трайковска
Вилма Трайковска (на македонска литературна норма: Вилма Трајковска) е жена на бившия президент на Република Македония Борис Трайковски и активист в неправителствения сектор.

## Биография
Родена е в струмишкото село Колешино. Завършва средно образование в СУГС „Георги Димитров“ в Скопие. Тя е съпруга на президента на Република Македония Борис Трайковски. Работи в дирекцията по издаването на работи в Националната библиотека на Република Македония като директор, докато дирекцията не е разпусната. Тя е основателка на ВИТРА, нестопанска и неправителствена фондация създадена в Република Македония през 2001 г.
Трайковска активно участва в многобройни форуми и конференции в страната и извън нея. Тя е покровителка на Международната конференция „Жените в 21 век“, проведена през 2002 г. в Охрид. Основателка е на Международната фондация „Борис Трайковски“. Майка е на две деца.